# Cusickiella
Cusickiella là chi thực vật có hoa trong họ Cải.